# Gare de Prefeito Celso Daniel–Santo André
La gare de Prefeito Celso Daniel–Santo André (en portugais Prefeito Celso Daniel–Santo André) est une gare ferroviaire de la ligne 10 (Turquoise) de la Companhia Paulista de Trens Metropolitanos (CTPM). Elle est située rue Itambé au centre de la municipalité de Santo André dans l'État de São Paulo, au Brésil.
Mise en service en 1867, lors de la création de la ligne, elle est à l'origine du développement de la municipalité avant d'être reconstruite et inaugurée en 1979. Elle devient une gare de la CPTM en 1992.
Elle est en correspondance intégrée avec des stations de bus urbains et interurbains.

## Situation ferroviaire

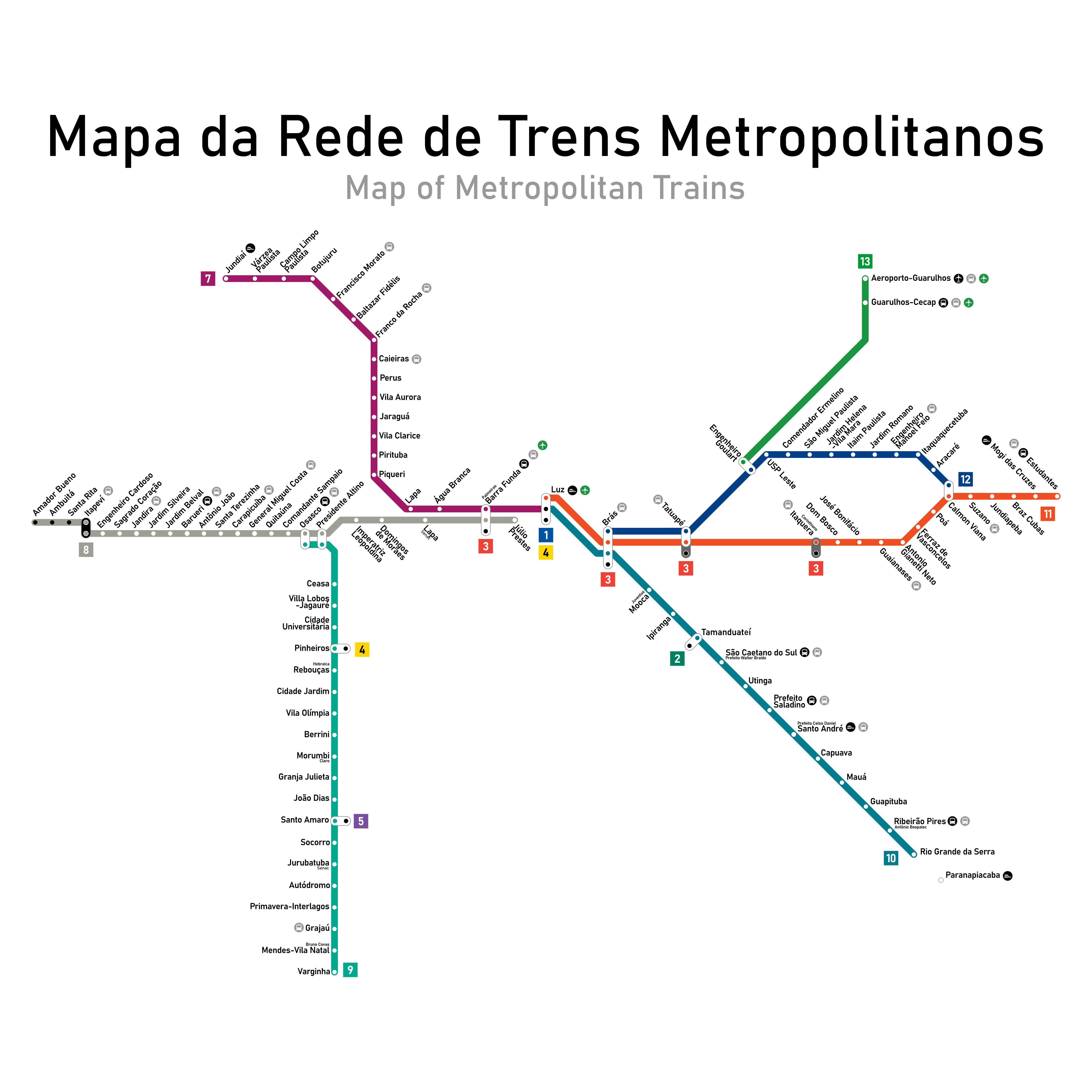
Plan des lignes de la CPTM (2020).

Établie à 744 mètres d'altitude, la gare de Prefeito Celso Daniel–Santo André est située sur la ligne 10 (Turquoise) de la Companhia Paulista de Trens Metropolitanos (CTPM), entre la gare de Prefeito Saladino, en direction de la gare terminus de Brás, et la gare de Capuava, en direction de la gare terminus de Rio Grande da Serra. 

## Histoire

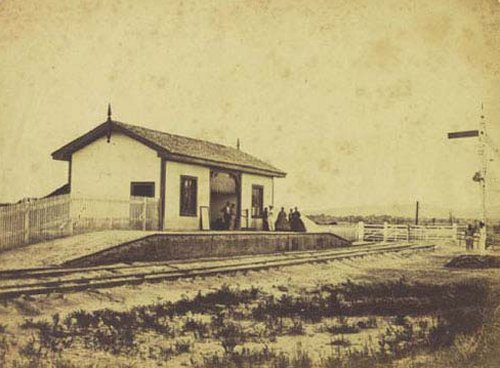
La gare en 1867.

La gare, alors dénommée São Bernardo, est mise en service le 16 février 1867, par le São Paulo Railway (SPR), lors de l'inauguration de la ligne de chemin de fer reliant Santos et Jundiaí, via São Paulo. Il s'agit alors d'une gare de passage avec un petit bâtiment. Elle porte le nom de la paroisse la plus proche car le site de la gare n'est pas urbanisé.
La gare va servir de point de départ pour une urbanisation qui aboutit à la création du quartier de Santo André en 1910. La gare est renommée Santo André le 20 août 1934, peu avant que l'évolution du quartier aboutisse à en faire une municipalité en 1939. Au fil du temps elle devient une gare de trains métropolitains (trains de banlieue), des ajouts d'installations étant venu compléter les quais et la passerelle en fer, d'origine anglaise. En 1975 le transit annuel est de 6 780 434 voyageurs dont 6 491 971 voyageurs utilisateurs des services de la banlieue.
Dès 1972 une nouvelle gare est en cours de construction, le chantier d'un coût de 11 520 000 cruzeiros est réalisé par la société Engeral - Engenharia e Obras S.A., avec pour échéance 1977. En 1977 l'ancienne gare est démolie, mais des retards repoussent l'inauguration de la nouvelle au 6 mars 1979.
En 1992, elle devient une gare de la CPTM et en 1996 c'est la fin des trains longue distance vers gare de Santos. C'est le 20 décembre 2002 que la municipalité décide d'ajouter au nom de la gare le nom du maire assassiné récemment. Un panneau est installé en gare.

## Service des voyageurs

### Accueil
La gare est accessible par la rue Itambé, au centre de Santo André.

### Desserte
Service 710 : circulations sur la relation Jundiaí - Rio Grande da Serra, via Brás (ce qui correspond à une unification des lignes 7 et 10). Cette desserte a lieu tous les jours, y compris les week-ends et les jours fériés, de 4 h à minuit. Cette relation dessert 31 gares, approximativement en 2 h 8 min. Aux heures de pointes du matin et de la fin de l'après-midi  l'écart entre les trains est, à la station, de 12 minutes.
Aux heures de pointe du matin et de la fin de l'après midi le service est complété avec une boucle intérieure, entre Francisco Morato et Mauá où l'intervalle entre les trains passe de 12 à 6 minutes en intercalant des trains desservant uniquement la boucle intérIeure avec les trains de la boucle extérieure.

Ligne service 710
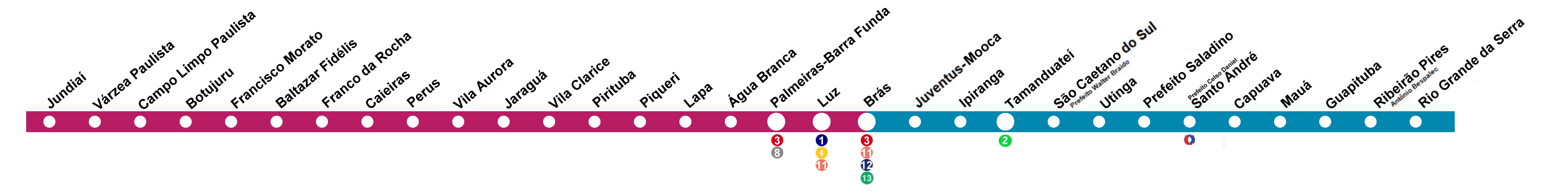

### Intermodalité
La gare est en correspondance intégrée avec les stations terminus des bus interurbains et urbains de Empresa Metropolitana de Transportes Urbanos de São Paulo (pt) (EMTU).